# Amantea
Amantea (gr. Amanthea) – miejscowość i gmina we Włoszech, w regionie Kalabria, w prowincji Cosenza. Miasto położone jest nad Morzem Tyrreńskim. Według danych włoskiego demo.istat z listopada 2022 gminę zamieszkiwało 13 871 osób.

## Historia
Pierwsze wzmianki o miejscowości pochodzą z VII w. W 839 została ona zdobyta przez Arabów i przemianowana na Al-Mantiah („skała”). W 889 została odbita przez Bizancjum. W późniejszych wiekach Amantea znajdowała się pod panowaniem Normanów, a od roku 1268 – we władaniu Andegawenów.
W 1269 r. w Amantei wybuchło powstanie przeciwko ich władzy, które upadło po dwóch miesiącach zaciętych walk. W latach 1282–1816 Amantea należała do Królestwa Neapolu, a od 1816 do Królestwa Obojga Sycylii. Od 1860 miejscowość wchodzi w skład Włoch.

## Zabytki
- il duomo (barokowa kolegiata św. Błażeja z XVII w., zwana też chiesa matrice)
- castello di Amantea (ruiny historycznego zamku z IX w. na wzgórzu)[3]
- chiesa di San Bernardino (gotycka świątynia franciszkańska z XV w. pw. św. Bernardyna ze Sieny; obecnie pełni funkcję kościoła parafialnego)[4]
- chiesa del Carmine (barokowy, niewielki kościół dedykowany Matce Bożej z góry Karmel; obiekt jest czynnym kościołem filialnym miejscowej parafii franciszkańskiej)[5]
- chiesa di Sant'Elia o del Gesù (pojezuicki kościół filialny w stylu barokowym pw. św. Eliasza; obiekt znajduje się w starej dzielnicy miasta zwanej Catocastro)[6]
- palazzo delle Clarisse (oryginalnie klasztor klarysek; skonfiskowany w czasach napoleońskich; obecnie budynek jest ośrodkiem lokalnej działalności kulturalnej, ponadto znajduje się w nim restauracja)
- ruiny kościoła pw. św. Franciszka z Asyżu (na wzgórzu)
- chiesa di Santa Maria la Pinta (dawny kościół kapucynów pod wezwaniem Matki Bożej la Pinta; obecnie ten XVII-wieczny obiekt jest jednym z kościołów parafialnych Amantei)
- pałac Mirabelli
- pałac Carratelli

## Galeria

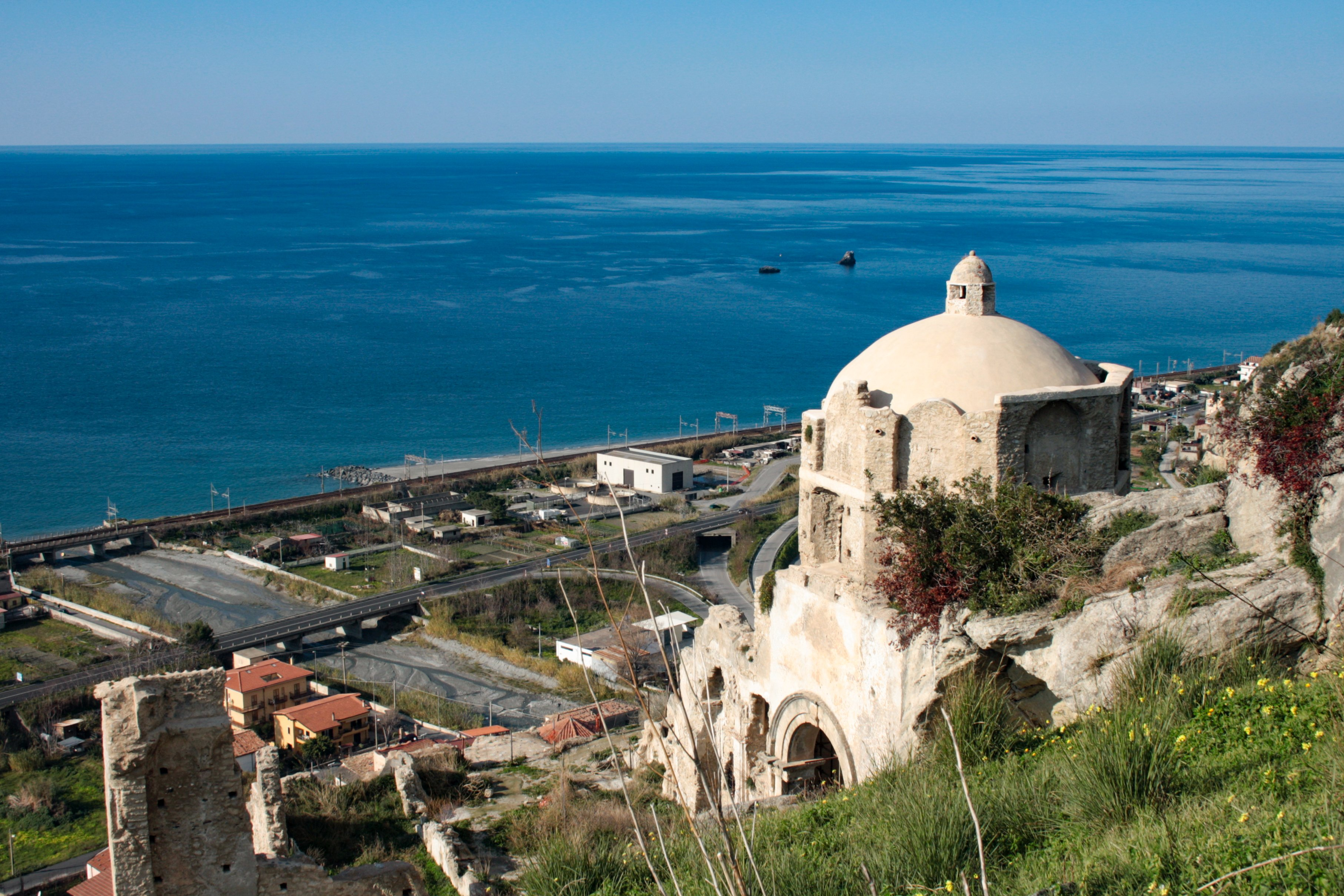
Panorama (fragment)
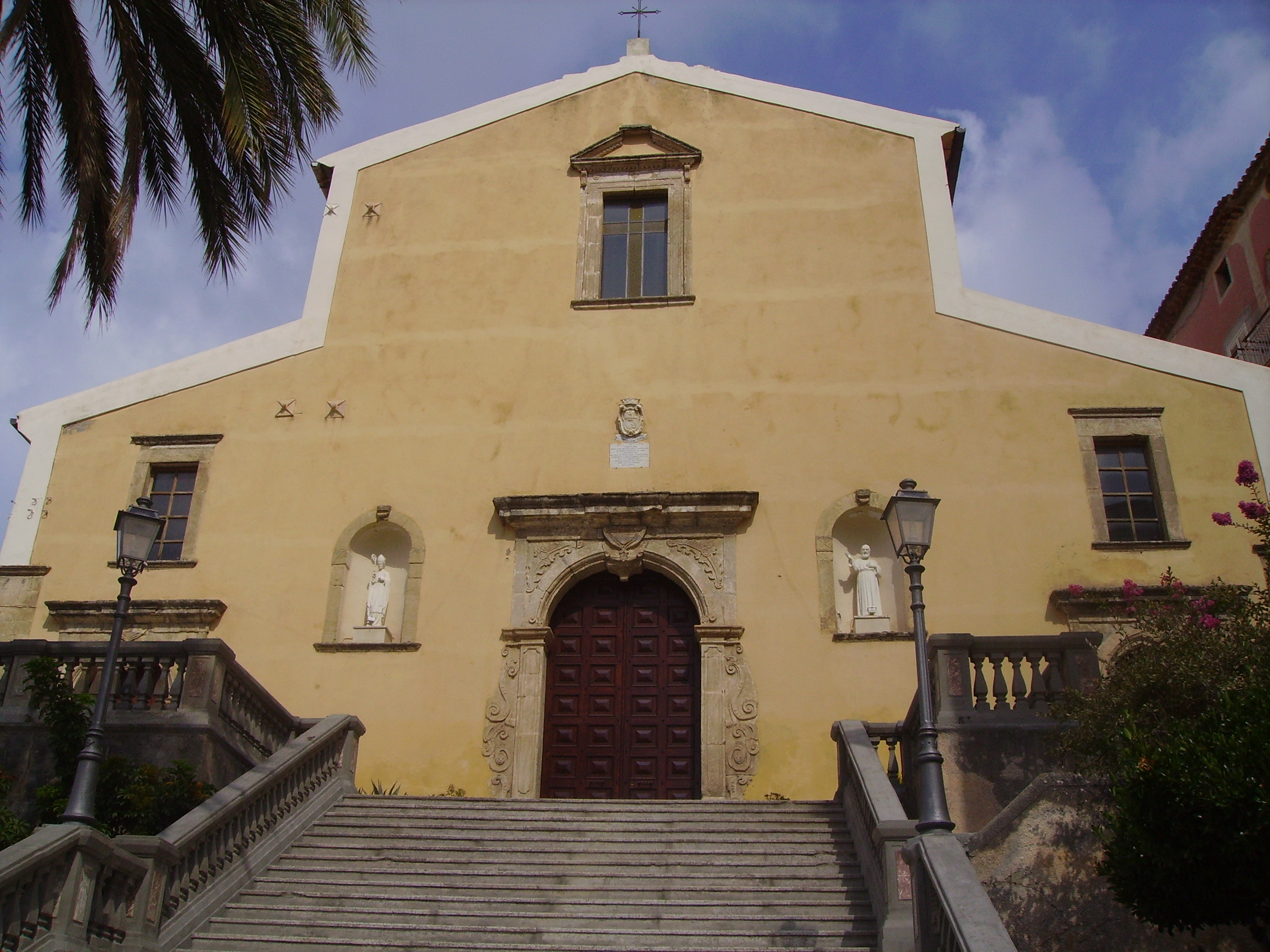
Fasada katedry
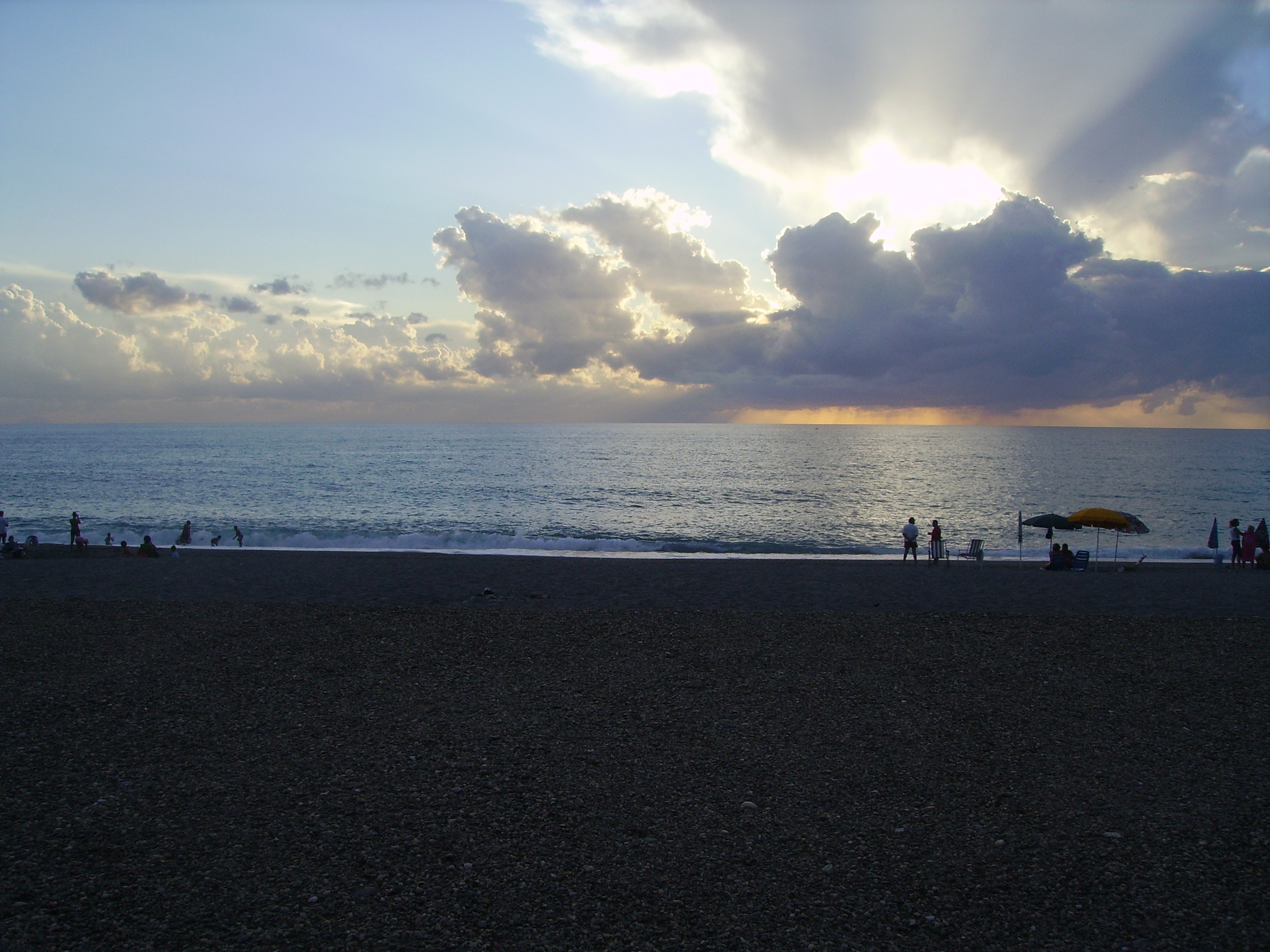
Widok na plażę nad Morzem Tyrreńskim
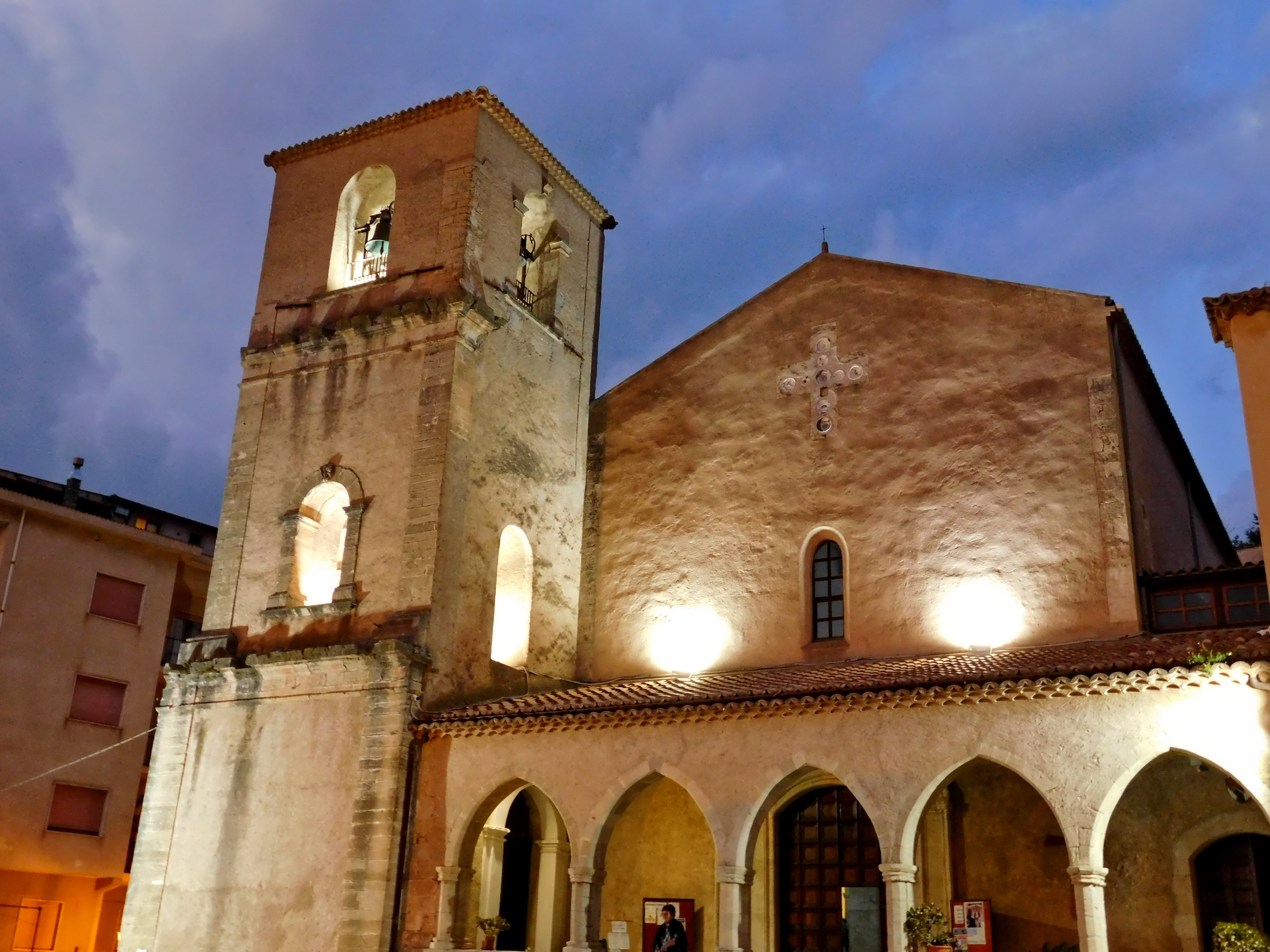
Kościół św. Bernardyna
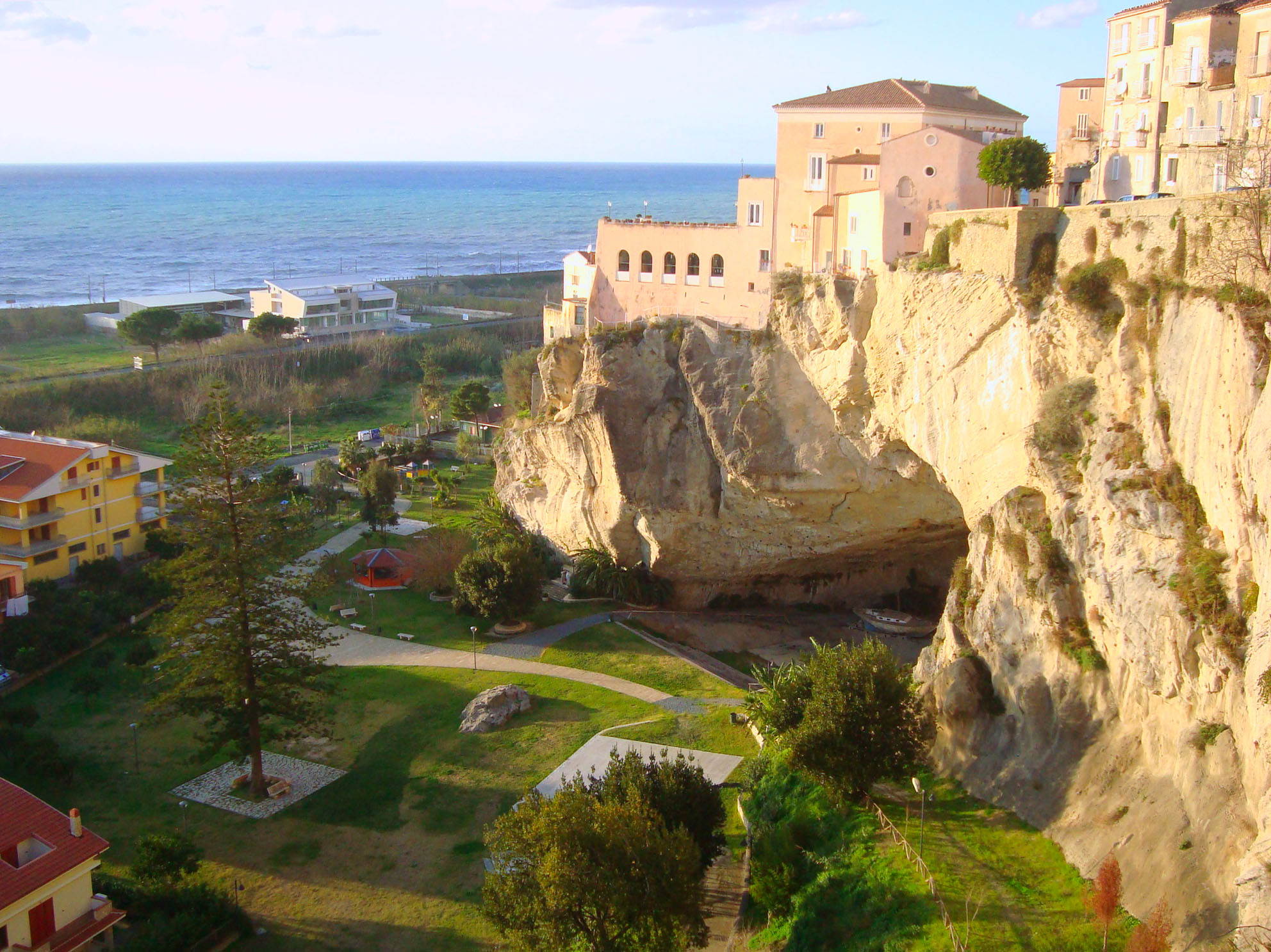
Parco della grotta
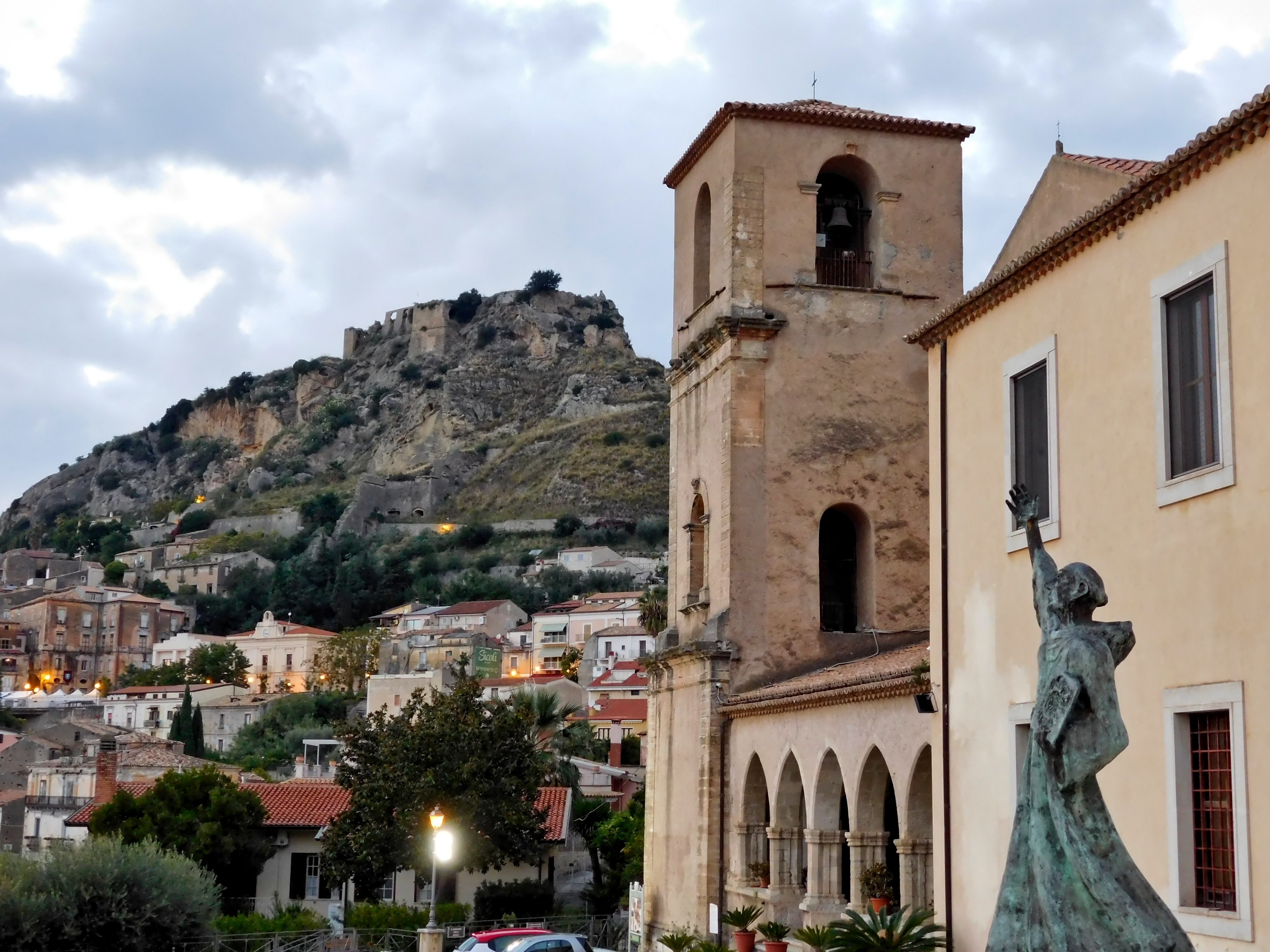
Wieża kościelna i stare miasto (fragm. w tle)
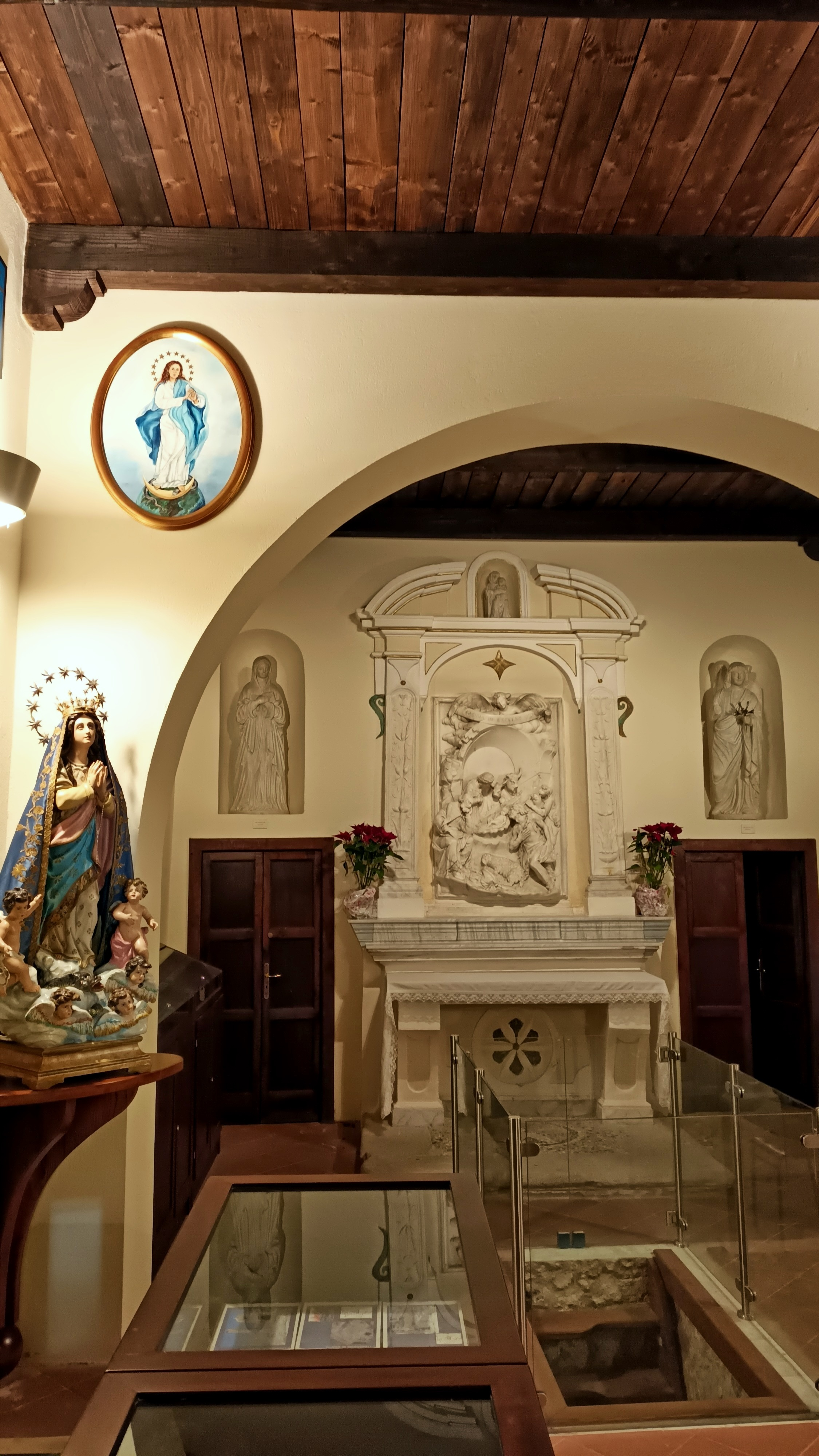
Oratorio dei Nobili
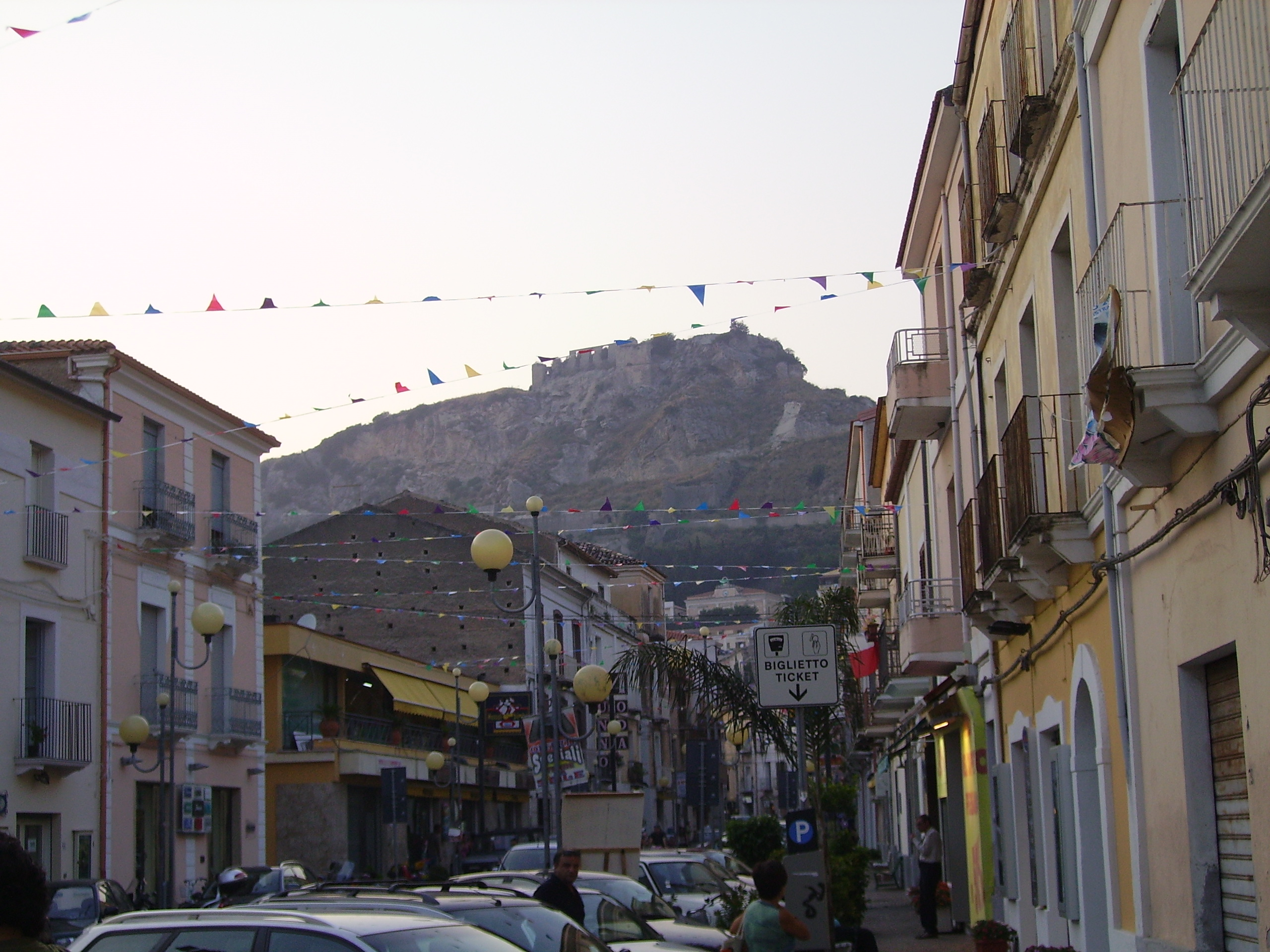
Corso Margherita